# Varronia stenostachya
Varronia stenostachya är en strävbladig växtart som först beskrevs av Ellsworth Paine Killip och Gaviria, och fick sitt nu gällande namn av J.S.Mill. Varronia stenostachya ingår i släktet Varronia och familjen strävbladiga växter. Inga underarter finns listade i Catalogue of Life.